# Hôtel René Janssens
L'Hôtel René Janssens est un immeuble de style Art nouveau réalisé en 1898 par l’architecte Paul Hankar à Ixelles en région de Bruxelles-Capitale (Belgique). 

## Situation
Cet immeuble situé au n° 50 de la rue Defacqz à Ixelles jouxte une autre construction de style Art nouveau réalisée aussi par Paul Hankar quelque 18 mois plus tôt : l'Hôtel Ciamberlani sis au n° 48.

## Histoire
L'immeuble est commandé à Paul Hankar par René Janssens (1870-1936), un artiste peintre célèbre pour ses toiles représentant des intérieurs bourgeois et membre fondateur du cercle Le Sillon.
La construction d'origine que réalise Paul Hankar ne comprenait que deux niveaux sur la travée de droite. En effet, l'oriel derrière lequel se trouvait l'atelier de l'artiste était surmonté d'une verrière qui faisait office de toiture. En 1904, une transformation réalisée par l'architecte Maurice Van Ysendyck ajoute un niveau à cette travée de droite. En 1908, l'architecte Adrien Blomme rehausse encore d'un demi-niveau cette travée de droite qui finit par dépasser la travée de gauche.

## Description
L'immeuble est une construction asymétrique comptant deux travées. Celle de gauche est beaucoup plus étroite que la droite.
Le principal matériau utilisé est la brique rouge. Toutefois, la partie supérieure du bâtiment utilise une originale composition ("frises à petits chiens") de briques rouges et blanches d'Euville. Les encadrements des baies des niveaux inférieurs sont réalisés en pierres calcaires de tailles différentes. Trois bandeaux de pierre rythment la façade.
Au centre de la travée de droite, l'imposant oriel est l'élément le plus marquant de la façade. Il se compose de cinq baies dont la partie supérieure est occupée par trois lignes de carreaux en vitrail. La base de ces baies est formée par trois lignes de rectangles de bois lattés. Un balcon avec ferronnerie surmonte l'oriel.
On remarque aussi les trois soupiraux en pierre de taille formant autant d'arcs outrepassés.

## Sources
- Top 100 Art nouveau/Bruxelles, Marie Ressler, éditions Aparté, pages 94/95